# 羅澄波
羅澄波（1947年—），字中庸，書法家，資深書法教育家，香港退休校長，書法靈修始創人。曾經兩度入選被譽為書法界奧林匹克的 「中國全國書法篆刻展 」，並獲邀䥴碑在「中國常德詩牆」，永誌史冊。羅澄波畢業於北京首都師範大學中國書法文化研究院首屆書法教育碩士研究生，師承夏建寅將軍、黃維琩、陳荊鴻、歐陽中石等教授及嶺南國畫大師趙少昂教授。
羅澄波自創「羅澄波書法科學教學法」及「羅澄波毛筆與硬筆科學互動學習法」，以力學、物理學、幾何學及結構學等融入課程。羅澄波是「中庸格」的始創人，此格結合了美學的「黃金比例」與《中庸》的哲學理念及各書體的需要而設計。

## 作品及獎項
- 一九九五年入選中國全國第六屆書法篆刻展（評定為國家級水平）
- 一九九五年榮獲臺灣中華文化復興運動總會「優良書畫教師及傑出貢獻獎」
- 一九九六年（隸書千字文）入選香港當代藝術雙年展並獲香港藝術館永久收藏
- 一九九九年入選「世紀之交千人千作」中國全國第七屆書法篆刻展（行楷創作評定為國家級水平）
- 一九九九年獲邀鐫碑在五華里長的「中國常德詩牆」為國家文化建設，被列入健力士大全之露天書畫博物館，書法作品成為中國歷史文物，永誌史冊。（國家特邀級水平）

## 著作
- 《羅澄波書法》全書
- 《書法靈修︱靜塑生命氣質》（篆書、隸書）
- 《書法靈修-德育及心靈教育》詩篇23篇（篆書）
- 《書法靈修-德育及心靈教育》詩篇23篇（隸書）
- 《書法靈修-德育及心靈教育》詩篇23篇（楷書）
- 《書法靈修-德育及心靈教育》詩篇23篇（行書）
- 《書法靈修-德育及心靈教育》詩篇23篇（草書）
- 《書法靈修-德育及心靈教育》詩篇23篇（硬筆書法）
- 《五言絕詩》優質教育在書法（毛筆顏楷）
- 《五言絕詩》優質教育在書法（硬筆顏楷）
- 《七言絕詩暨山居秋暝》優質教育在書法（毛筆顏楷）
- 《七言絕詩暨山居秋暝》優質教育在書法（硬筆顏楷）